# الا رمزی
الا رمزی (انگلیسی: Ella Ramsay؛ زادهٔ ۱۲ ژوئیهٔ ۲۰۰۴) شناگر زن اهل استرالیا است.
وی در مسابقات کشوری و بین‌المللی در مجموع برندهٔ ۱ مدال نقره شده است.